# Oktoberklub

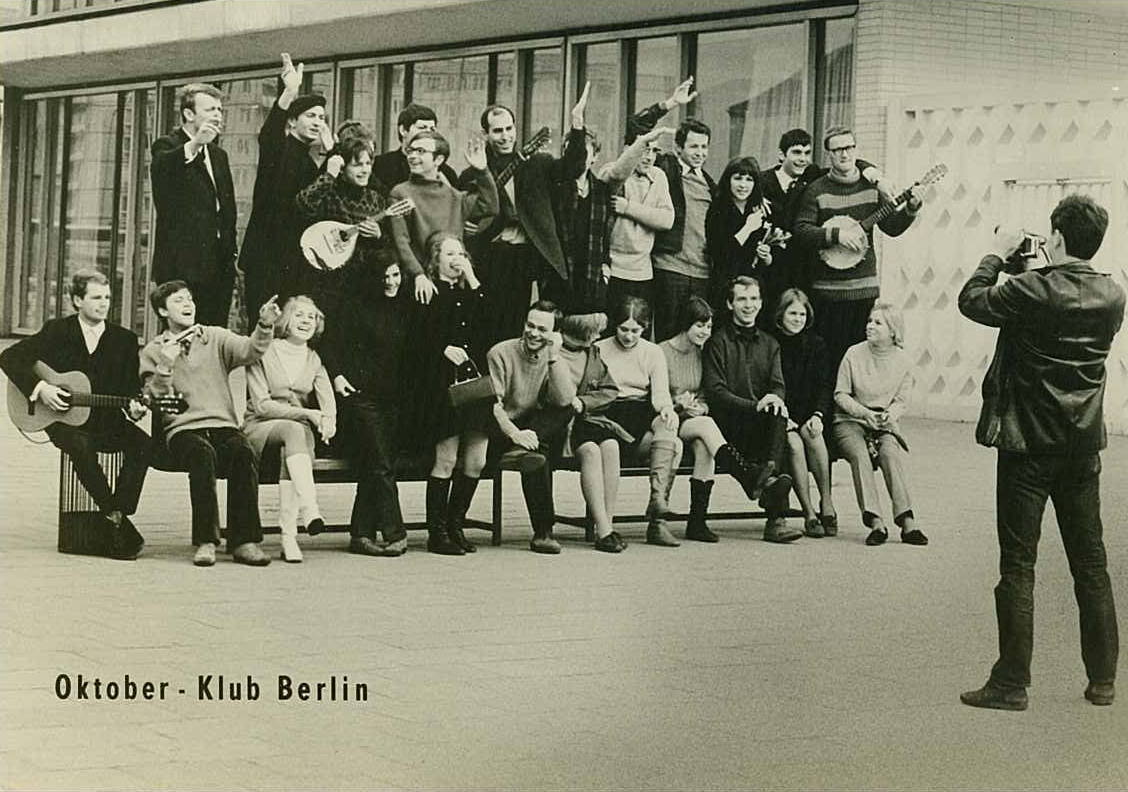
Oktoberklub en 1968

Oktoberklub, inicialmente conocido como Hootenanny-Klub Berlin, fue un grupo de música política de la República Democrática Alemana (RDA). El estilo musical del grupo era una mezcla de música folk, chanson y rock. Fundado en 1966, el grupo se disolvió en 1990. En 2002 y 2007 siguieron actuaciones ocasionales.

## Historia

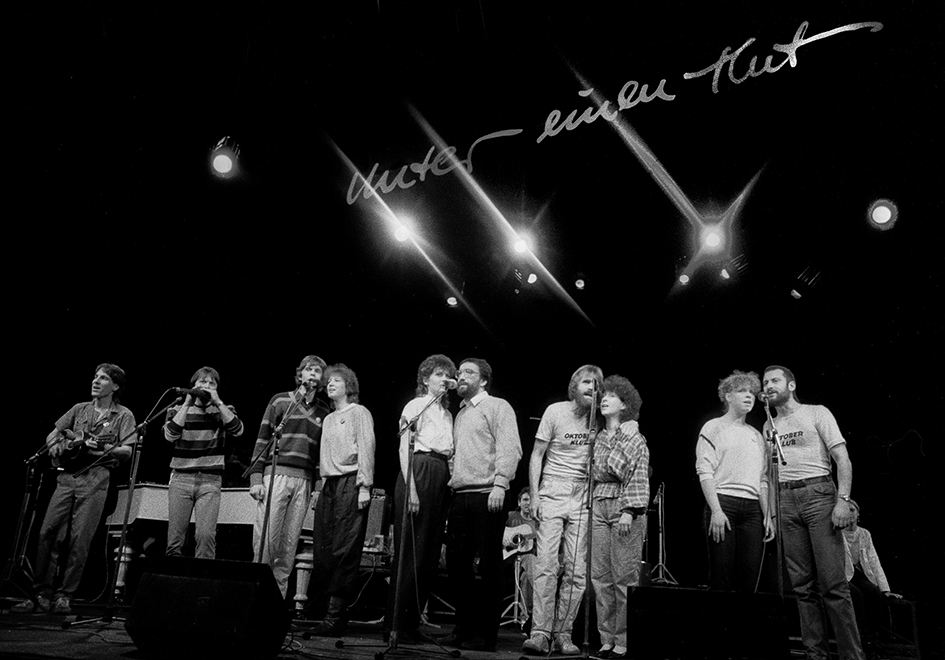
Oktoberklub en el 16º Festival de la canción política (1986)

El resurgimiento del folk en los Estados Unidos provocó una ola de música folk y canciones de protesta en muchos países de todo el mundo a principios de la década de 1960. El cantante de folk canadiense Perry Friedman había estado organizando eventos en Alemania Oriental desde 1960. Un grupo de jóvenes que se entusiasmaron con la música folk se reunió alrededor de Friedman y la estación de radio juvenil DT64. Con el apoyo de los líderes distritales locales de la Juventud Libre Alemana (FDJ), fundaron el Hootenanny-Klub Berlin en febrero de 1966. El club era inusualmente informal para los estándares de Alemania Oriental y animó a todos a participar. Músicos como Perry Friedman, Hartmut König, Reiner Schöne, Bettina Wegner y muchos otros actuaron con el club. DT64, una emisora de radio que reproducía música principalmente para jóvenes, comenzó a emitir regularmente grabaciones de sus actuaciones.
A principios de los años 1960 el Partido Socialista Unificado de Alemania (SED) liberalizó la política con vistas a la juventud (Jugendkommuniqué des ZK der SED 1963). Así, nuevos temas en la literatura y el cine, el jazz y la música beat, jóvenes poetas y la emisora juvenil DT64 fueron patrocinados. Sin embargo, la undécima sesión plenaria del comité central del mismo partido (diciembre de 1965), decidió restringir y obstaculizar una gran parte del arte crítico y la cultura juvenil, prohibiendo muchas obras. En 1967 organizó una campaña contra los anglicismos. Como resultado, el movimiento folk en la RDA pasó a denominarse oficialmente el "Movimiento de Canto de la FDJ" y posteriormente fue apropiado y promovido como un "caso modelo" de política cultural socialista. Fue en estas condiciones que el Hootenanny-Klub Berlin se rebautizó a sí mismo como Oktoberklub. El motivo del cambio de nombre fue asociar al grupo con la Revolución de Octubre en Rusia.
Según Reinhold Andert, uno de los cantantes del grupo, los miembros de Oktoberklub eran "cien por ciento rojos, convencidos, honestos" y querían moldear activamente la sociedad. Mezclando política y entretenimiento, inyectaron novedad y frescura a la cultura política osificada de la RDA. Sin embargo, al hacerlo, perdieron su espontaneidad, siguieron la línea política oficial y participaron en actividades cuestionables (por ejemplo, aparecer en apoyo de la invasión de Checoslovaquia en 1968). Esto dio lugar a reiteradas disputas dentro del club, que derivaron en la salida de algunos de sus miembros, entre ellos Bettina Wegner y Sanda Weigl.
En los primeros años el club tuvo una respuesta notablemente amplia, especialmente entre los jóvenes leales a la RDA, aunque otros lo consideraron como una “herramienta de propaganda del SED”, el principal partido político del país. En la década de 1980, sus canciones de agitprop se sentían cada vez más como trilladas y huecas, lo que también tenía que ver con la representación unilateral del grupo en los medios. Tras acalorados debates internos, los miembros decidieron cambiar de rumbo a finales de 1986. Posteriormente, el club adoptó una postura más firme contra los intentos de reglamentación, y sus canciones sobre la vida en la RDA se volvieron más críticas.
El club cantó canciones políticas internacionales (en parte en adaptaciones), folk tradicional y canciones de batalla, así como creaciones originales. Además de los recitales normales con repertorio mixto, también interpretaron programas tipo revista a partir de 1971 (FDJ-Nachtschicht en 1971, la cantata Manne Klein y Liebesnachtschicht en 1972, y Prenzlauer Berg en 1975).
El club fue el principal organizador de una serie de eventos como el OKK (desde 1970 la primera discoteca permanente en la RDA, desde 1977 el Kellerklub en la Casa de los Jóvenes Talentos), el Festival de la canción política (1970-1990) y Ein Kessel Rotes (desde 1979). El club también apareció con frecuencia en el extranjero, por ejemplo, en festivales de prensa de periódicos comunistas en Europa Occidental. El grupo recibió varios premios, incluida la Estrella de la Amistad de los Pueblos en 1986.
El club era un grupo amateur, aunque en ocasiones tenía un núcleo semiprofesional y la formación cambiaba con frecuencia. A lo largo de los años, tuvo un total de alrededor de 180 miembros, aunque no todos fueron artísticamente activos. La escritora Gisela Steineckert y el compositor Wolfram Heicking desempeñaron un papel de mentores para el club durante mucho tiempo. Los compositores importantes en los primeros años fueron Reinhold Andert, Kurt Demmler y Hartmut König, más tarde Gerd Kern saltó a la fama como letrista y Fred Krüger como compositor. A partir de 1987, Michael Letz y Jens Quandt escribieron muchas de las composiciones, algunas de las letras de otras canciones fueron suministradas entre 1988 y 1989 por Gerhard Gundermann, que fue acompañado frecuentemente en ese momento por músicos del Oktoberklub.
El club también era "de gran importancia como reserva de talento para la música orientada a los jóvenes", según Olaf Leitner. En 1973, varios exmiembros del club establecieron un grupo musical profesional conocido como Jahrgang 49, que existió hasta 1980. Algunos miembros del club también siguieron carreras artísticas en solitario (Reinhold Andert, Barbara Thalheim, Jürgen Walter, Gina Pietsch, Tamara Danz, entre otros), mientras que otros trabajaron más tarde en instituciones culturales o industrias como la radio, la televisión, la grabación o sirvieron en la administración general del Comité de Artes del Espectáculo. Hartmut König fue secretario del Consejo Central de la Juventud Libre Alemana durante doce años y viceministro de Cultura durante un breve período en 1989. Las canciones más conocidas del Oktoberklub incluyen Sag mir, wo du stehst, Oktobersong y Wir sind überall. Otras canciones notables incluyeron Haben wir diese Erde (versión alemana de la canción de la cantautora argentina Mercedes Sosa Cuando tenga la tierra) y Rauch steigt vom Dach auf.
En 1968, Gitta Nickel filmó al Oktoberklub en el documental de la DEFA Lieder machen Leute. En la década de 1990 se realizaron dos documentales televisivos sobre la historia del club: Das Ende vom Lied (VPRO, Holanda, 1992) y Sag mir, wo du stehst (Axel Grote y Christian Steinke, MDR 1993).

## Discografía

### LPs
- 1967: Der Oktoberklub singt (Amiga)
- 1968: Unterm Arm die Gitarre (Amiga)
- 1973: aha – Der Oktoberklub (Amiga)
- 1978: Politkirmes (Amiga)
- 1980: Ein Kessel Rotes / Mit Karls Enkel, Wacholder, Gerhard Schöne (Amiga)
- 1985: Da sind wir aber immer noch – 20 Jahre OK (Amiga, doble LP)

### Singles
- 1967: Was machen wir zu Pfingsten? / Reverse: Hermann Hähnel & Kammerchor Institut Musikerziehung Berlin (eterna)
- 1967: Sag mir, wo du stehst / Reverso: Thomas Natschinski und seine Gruppe Denn sie lehren die Kinder (Amiga)
- 1968: Friedenslied / Sommer '68 / Frühlingslied (Octav flexi disc, red label)
- 1969: Ich bin wie alle blind geboren / Heut' singt ein Singeclub (Octav flexi disc, green label)
- 1975: Große Fenster / Ich singe den Frieden (Amiga)
- 1978: Haben wir diese Erde? / Reverso: Jahrgang '49 with RDA grüßt Cuba socialista (Amiga)
- 1979: Da sind wir aber immer noch / Hier, wo ich lebe (Amiga)

### CDs
- 1995: Das Beste (Barbarossa)
- 1996: Oktoberklub life (Nebelhorn)
- 1996: Hootenanny (Barbarossa/Amiga)
- 1999: Subbotnik (Barbarossa)

### Folletos
- 1967: Octav (Cancionero para la reunión de Pentecostés de las FDJ en Karl-Marx-Stadt)
- 1985: 100 Lieder Oktoberklub. Berlín 1985
- 1996: Und das war im … 30 Jahre Oktoberklub. Die wichtigsten Daten und Dokumente von 1966–1990. Berlín 1996
- 1999: Festival des politischen Liedes. Berlin/DDR 1970–1990. Daten + Dokumente, Berlin 1999

### Libros
- Georg Bach: Liedzeit. Berlin 2014.
- Holger Böning: Der Traum von einer Sache. Aufstieg und Fall der Utopien im politischen Lied der Bundesrepublik und der DDR. 2004, S. 201 f.
- Juliane Brauer: Zeitgefühle. Wie die DDR ihre Zukunft besang. Bielefeld 2020, ISBN 978-3-8376-5285-7, S. 253-320.
- Cornelia Bruhn: Singing for Socialism. The FDJ-Singing Movement in Late-1960s German Democratic Republic (GDR). In: Jan Blüml, Yvetta Kajanová, Rüdiger Ritter (Hrsg.): Popular Music in Communist and Post-Communist Europe (= Jazz under State Socialism. 6). Berlin 2019, S. 151–162.
- Gerd Dietrich: Kulturgeschichte der DDR. Vandenhoeck & Ruprecht, Göttingen 2018, S. 1183–1187.
- Hagen Jahn: Jugend, Musik und Ideologie. Zur Geschichte der FDJ-Singebewegung. In: Hallische Beiträge zur Zeitgeschichte. Heft 12, 2002, S. 5–24 (PDF).
- Lutz Kirchenwitz: Folk, Chanson und Liedermacher in der DDR. Chronisten, Kritiker, Kaisergeburtstagssänger. Berlin 1993, S. 27 f.
- Hartmut König: Warten wir die Zukunft ab. Autobiografie. Berlin 2017.
- Antje Krüger: Verschwundenes Land, verschwundene Lieder? Die Singebewegung der DDR. In: Stefan Bollinger, Fritz Vilmar (Hrsg.): Die DDR war anders: kritische Würdigung ihrer wichtigen sozialkulturellen Einrichtungen. Berlin 2002, S. 58–82.
- Ulrich Mählert, Gerd-Rüdiger Stephan: Blaue Hemden — Rote Fahnen. Die Geschichte der Freien Deutschen Jugend. Leske und Budrich, Opladen 1996, S. 175–178.
- David Robb: The GDR „Singebewegung“. Metamorphosis and Legacy. In: Monatshefte. Band 92, Nr. 2, 2000, S. 199–216.
- David Robb (Hrsg.): Protest Song in East and West Germany Since the 1960s. Camden House, Rochester, NY 2007, darin ders.: Narrative Role-Play as Communication Strategy in German Protest Song, S. 67–96, hier S. 82 f. und ders.: Political Song in the GDR: The Cat-and-Mouse Game with Censorship and Institutions, S. 227–254, hier S. 233.
- Stefan Wolle: Der Traum von der Revolte. Die DDR 1968. Ch. Links, Berlin 2013 (Original 2008), S. 62 (E-Book).